# Vuelo nocturno
Vuelo nocturno (Vol de nuit en su original francés) es un relato del escritor francés Antoine de Saint-Exupéry publicado en diciembre de 1930.
El libro fue presentado por André Gide, que escribió el prefacio, y conoció un éxito considerable (las ventas de Vuelo nocturno se estiman hoy en día en 6 millones de ejemplares en todo el mundo).[cita requerida] El jurado del Premio Femina otorgó su premio en 1931 a esta obra, cuando Saint-Exupéry cumplía los treinta años.
El relato es premonitorio del trágico fin de Saint-Exupéry a través de una misión de reconocimiento a finales de la Segunda Guerra Mundial.

## Trama
El piloto Fabien afronta una violenta tormenta en el cielo de Argentina. En Buenos Aires, Rivière, su patrón, medita en su oficina. La esposa de Fabien se encuentra muy inquieta sobre el estado de su marido.
Detrás de una pintura de la organización Aeroposta Argentina, la obra trata de la problemática del héroe para quien toda acción revela lo absoluto. La fuerza del hombre heroico es de borrarse frente a este absoluto. Pero el hombre valora a la humanidad por los efectos de su acción. Frente a la solicitud, él asume este significado.